# Ertl (Basse-Autriche)
Pour les articles homonymes, voir Ertl.
Ertl est une commune autrichienne du district d'Amstetten en Basse-Autriche.